# Placodiscus paniculatus
Placodiscus paniculatus är en kinesträdsväxtart som beskrevs av Lucien Leon Hauman. Placodiscus paniculatus ingår i släktet Placodiscus och familjen kinesträdsväxter. Inga underarter finns listade i Catalogue of Life.